# NGC 6
NGC 6 (também conhecida como NGC 20) é uma galáxia elíptica (E-S0) localizada na direcção da constelação de Andromeda. Possui uma declinação de +33° 18' 32" e uma ascensão recta de 0 horas, 09 minutos e 32,6 segundos.
A galáxia NGC 6 foi descoberta em 18 de Setembro de 1857 por William Parsons.